# シプロフロキサシン
シプロフロキサシン (英語: ciprofloxacin、略称:CPFX) とは、ニューキノロン系の抗生物質のひとつ。バイエルよりシプロキサン、シプロの商品名で販売されているほか、後発医薬品も存在する。フッ素を持ち、フルオロキノロン薬に分類される。

## 活性
シプロフロキサシンは広域抗生物質であり、グラム陰性、グラム陽性のいずれのバクテリアにも活性である。デオキシリボ核酸二本鎖の切断・再結合を行う酵素であるDNAジャイレース（DNAトポイソメラーゼの一種）に結合し、DNAの複製を阻害することで抗菌作用を示す。DNAの複製が阻害されることで、バクテリアは細胞分裂ができなくなる。
主な副作用は他の抗生物質と同様、消化器への刺激である。一般的な安全性と効力と広域性から、シプロフロキサシンは耐性菌への感染に対する最終手段として用いられる。しかし使用回数や使用期間とともにシプロフロキサシン耐性菌が病院内で増える結果となる。
細胞の培養では、シプロフロキサシンはマイコプラズマへの感染に対処するために用いられる。

## 相互作用
フラボノイドの一種のクエルセチン（ニンニクやリンゴに含まれる）は、フルオロキノロン薬と相互作用する可能性がある。クエルセチンはバクテリアのDNAジャイレースに競合して結合するためである。フルオロキノロン薬の効果が阻害されるか高められるかは明らかになってはいない。

## 注意
アルミニウム、マグネシウム、カルシウム、鉄(II)、亜鉛などの金属のカチオンはフルオロキノロン系の抗生物質とキレート錯体を作り吸収を阻害すると考えられている。アルミニウムを含むスクラルファートはシプロフロキサシンの生物学的利用能を約4%まで低下させる。
シトクロムP450系で代謝される薬物の毒性がキノロン薬によって高められる。キノロン薬はまた、GABAA受容体に作用して神経系の病徴（痙攣など）を引き起こすことがある。その作用は非ステロイド性抗炎症薬との相互作用により強められる。特にジクロフェナクの併用で痙攣例がある。

## 効能・効果
＜適応菌種＞
本剤に感性のブドウ球菌属、腸球菌属、炭疽菌、大腸菌、クレブシエラ属、エンテロバクター属、緑膿菌、レジオネラ属
＜適応症＞
敗血症、外傷・熱傷および手術創などの二次感染、肺炎、腹膜炎、胆嚢炎、胆管炎、炭疽